# Ipiales
Ipiales est une ville du département de Nariño en Colombie près de la frontière avec l'Équateur.